# La Frette, Saône-et-Loire
La Frette är en kommun i departementet Saône-et-Loire i regionen Bourgogne-Franche-Comté i östra Frankrike. Kommunen ligger i kantonen Montret som tillhör arrondissementet Louhans. År 2022 hade La Frette 251 invånare.

## Befolkningsutveckling
Antalet invånare i kommunen La Frette
| Referens: INSEE |